# Terminaator
Terminaator é uma banda estoniana de rock formada em 1987 na cidade de Tallinn.

## Integrantes

### Membros atuais
- Jaagup Kreem – vocal, guitarra
- Henno Kelp – baixo
- Ronald Puusepp – bateria
- Taavi Langi – guitarra

### Ex-membros
- Margus Paalamaa – baixo (1987 - 1988)
- Tiit Must – bateria (1987 – 1989)
- Arno "Arch" Veimer – guitarra (1987 – 1995)
- Andres Toome – baixo (1989 – 1992)
- Sulev "Sulliwan" Müürsepp – guitarra (1990 – 1992; 1996 – 1998)
- Eimel Kaljulaid – bateria (1991 – 2003)
- Andres Oja – bateria (1991)
- Indrek Timmer – baixo (1992 – 1994)
- Sven Valdmann – baixo (1993 – 2003)
- Margus Valk – guitarra (1997 – 1998)
- Elmar Liitmaa – guitarra (1992 - 1996; 1999 - 2009)
- Harmo Kallaste – teclado (1996; 2000 - 2009)

## Discografia
Álbuns de estúdio
- 1994: Lõputu päev
- 1995: Minu väike paradiis
- 1997: Pühertoonia
- 1997: Kuld
- 1998: Singapur
- 2000: Head uudised
- 2001: Risk
- 2003: Kuutõbine
- 2005: Go Live 2005
- 2006: Nagu esimene kord
- 2006: Romeo & Julia
- 2007: 20
- 2009: Ingli puudutus